# Liste der Deutschen Meister im Fünfkampf (Leichtathletik)
Die Fünfkampf ist ein Wettbewerb, der heute bei größeren Meisterschaften nicht mehr ausgetragen wird. Die Wertungstabellen wurden im Laufe der Jahrzehnte immer wieder an die veränderten Entwicklungen der einzelnen Disziplinen angepasst. Bei den Männern kamen dabei die jeweils gültigen Tabellen für den Zehnkampf zur Anwendung. Die Frauen hatten eigene Wertungen.
Überblick dazu – im Hinblick auf die Deutschen Meisterschaften – im Einzelnen, Männer:
- 1937 bis 1951: internationale Wertungstabelle von 1934
- 1952 bis 1964: internationale Wertungstabelle von 1952
- 1965 bis 1973: internationale Wertungstabelle von 1965

Überblick bzgl. der Deutschen Meisterschaften zur Frauenwertung:
- 1928 bis 1951: ältere deutsche Wertungstabelle des Frauen-Fünfkampfs
- 1952 bis 1954: die in diesen Jahren für Frauen gültige internationale Wertungstabelle
- 1955 bis 1968: internationale Wertungstabelle von 1955
- 1969 bis 1971: internationale Wertungstabelle von 1969
- 1972 bis 1976: internationale Wertungstabelle von 1971
- 1977 bis 1980: internationale Wertungstabelle von 1977

Bei den Männern war der Fünfkampf von 1937 bis 1973 mit kriegsbedingter Unterbrechung in den Jahren 1943 bis 1945 Bestandteil der Deutschen Mehrkampfmeisterschaften. Zuvor hatte es 1920 und 1921 neben dem Zehnkampf noch Versuche mit einem Dreikampf gegeben. Nach 1947 wurde der Wettbewerb nur bei den Meisterschaften der Bundesrepublik durchgeführt, in der DDR war als Mehrkampf alleine der Zehnkampf im Programm. Beim in Deutschland und ab 1948 in der Bundesrepublik ausgetragenen Fünfkampf handelte es sich bis 1951 um den sogenannten „Deutschen Fünfkampf“, der mit dem ersten Tag des Zehnkampfs identisch war, d. h., er bestand aus den Disziplinen 100 m, Weitsprung, Kugelstoßen, Hochsprung und 400 m. So wurde bei den Deutschen Leichtathletik-Meisterschaften in der Regel die Zwischenwertung des Zehnkampfs nach dem ersten Tag als Endresultat des Fünfkampfs gewertet. Erst ab 1952 wurde bei den Meisterschaften auf die international übliche Form – Weitsprung, Speerwurf, 200 m, Diskuswurf, und 1500 m – umgestellt. Allerdings war dieser Wettbewerb bei den großen internationalen Meisterschaften sowie den Olympischen Spielen nicht Teil der Wettkämpfe und stand auch ansonsten eher selten auf dem Programm.
Bei den Frauen war der Fünfkampf erstmals 1928 Bestandteil der Deutschen Meisterschaften. Als Mehrkampf war in den Jahren von 1925 bis 1927 zunächst der Dreikampf ins Meisterschaftsprogramm aufgenommen worden, wobei die Disziplinzusammensetzungen wechselten. 1935, 1936, 1944 und 1945 gab es keine Fünfkampf-Meisterschaften bei den Frauen, was 1944 und 1945 kriegsbedingt der Fall war. 1935 und 1936 wurde das Wettkampfangebot der Deutschen Meisterschaften auf die Disziplinen der Olympischen Spiele 1936 reduziert, wo ein Mehrkampf für Frauen nicht auf dem Programm stand.
Die Zusammensetzung des Frauen-Fünfkampfs bzgl. der Disziplinen war im Laufe der Jahrzehnte unterschiedlich:
- 1928 bis 1949 – Tag 1: Kugelstoßen, Weitsprung / Tag 2: 100 m, Hochsprung, Speerwurf
- 1950 bis 1960 – Tag 1: Kugelstoßen, Hochsprung, 200 m / Tag 2: 80 m Hürden, Weitsprung
- 1961 bis 1968 – Tag 1: 80 m Hürden, Kugelstoßen, Hochsprung / Tag 2: Weitsprung, 200 m
- 1969 bis 1980 – Tag 1: 100 m Hürden, Kugelstoßen, Hochsprung / Tag 2: Weitsprung, 200 m

Eine Mannschaftswertung gab es auch im Fünfkampf, in der Bundesrepublik ab 1958 bis zur jeweiligen Einstellung der Disziplin, bei den Männern bis 1973, bei den Frauen bis 1980. In der DDR wurden von 1961 bis 1965 Mannschaftsmeisterinnen im Frauen-Fünfkampf ermittelt. Die Rangfolge ergab sich jeweils durch Addition der Punktzahlen der besten drei Athleten eines Vereins.
Der Fünfkampf wurde dann 1980 in der DDR und 1981 in der Bundesrepublik wie auch ab diesen Jahren international üblich bei den Frauen durch den Siebenkampf ersetzt.

## Deutsche Meisterschaftsrekorde
In den Einzelwertungen sind die Rekordpunktzahlen jeweils umgerechnet nach der heute gültigen Wertungstabelle angegeben, in der Mannschaftswertung nach der zum Zeitpunkt dem betreffenden Wettbewerbs gültigen Wertungssystem.
Sowohl bei den Frauen als auch bei den Männern ist der Fünfkampf nicht mehr Teil des Programms Deutscher Meisterschaften. So können die unten genannten Meisterschaftsrekorde nicht mehr verbessert werden.
| Einzelwertungen      | Männer | 4041 P   | Kurt Bendlin (TSV Bayer 04 Leverkusen)                                 | Hannover  | 12. Aug. 1990          |
| Einzelwertungen      | Frauen | 4963 P   | Eva Wilms (ESV Neuaubing)                                              | Hannover  | 25. September 1971     |
| Mannschaftswertungen | Männer | 10.522 P | TV Wattenscheid 01 (Karl-Jürgen Leyhe, Werner Antoskiewicz, Klaus Ehl) | Offenbach | 23. September 1972     |
| Mannschaftswertungen | Frauen | 14.075 P | TuS 04 Leverkusen (Heide Rosendahl, Uta Nolte, Rita Jahn)              | Stuttgart | 12./13. September 1970 |

## Meister in derBundesrepublik Deutschlandbzw. derTrizonevon 1948 bis 1980 (DLV)
| Jahr | Ort                       | Männer                                                     | Männer                                                     | Männer                                                     | Männer                                                     | Frauen             | Frauen                                         | Frauen            | Frauen       |
| Jahr | Ort                       | Datum                                                      | Athlet                                                     | P-offiz. Wert.                                             | P-85er Wert.                                               | Datum              | Athletin                                       | P-offiz. Wert.    | P-81er Wert. |
| ---- | ------------------------- | ---------------------------------------------------------- | ---------------------------------------------------------- | ---------------------------------------------------------- | ---------------------------------------------------------- | ------------------ | ---------------------------------------------- | ----------------- | ------------ |
| 1980 | Lage                      | Wettbewerb für Männer nicht mehr im Meisterschaftsprogramm | Wettbewerb für Männer nicht mehr im Meisterschaftsprogramm | Wettbewerb für Männer nicht mehr im Meisterschaftsprogramm | Wettbewerb für Männer nicht mehr im Meisterschaftsprogramm | 6./7. Sept.        | Sabine Everts (LAV Düsseldorf)                 | 4656              | 4712         |
| 1979 | Krefeld- Uerdingen        | Wettbewerb für Männer nicht mehr im Meisterschaftsprogramm | Wettbewerb für Männer nicht mehr im Meisterschaftsprogramm | Wettbewerb für Männer nicht mehr im Meisterschaftsprogramm | Wettbewerb für Männer nicht mehr im Meisterschaftsprogramm | 15./16. Juni       | Beatrix Philipp (LAC Quelle Fürth)             | 4494              | 4488         |
| 1978 | Bernhausen                | Wettbewerb für Männer nicht mehr im Meisterschaftsprogramm | Wettbewerb für Männer nicht mehr im Meisterschaftsprogramm | Wettbewerb für Männer nicht mehr im Meisterschaftsprogramm | Wettbewerb für Männer nicht mehr im Meisterschaftsprogramm | 29./30. Juli       | Astrid Fredebold (LG Frankfurt)                | 4231              | 4200         |
| 1977 | Hannover                  | Wettbewerb für Männer nicht mehr im Meisterschaftsprogramm | Wettbewerb für Männer nicht mehr im Meisterschaftsprogramm | Wettbewerb für Männer nicht mehr im Meisterschaftsprogramm | Wettbewerb für Männer nicht mehr im Meisterschaftsprogramm | 27./28. Aug.       | Eva Wilms (USC Mainz)                          | 4465              | 4486         |
| 1976 | Hannover                  | Wettbewerb für Männer nicht mehr im Meisterschaftsprogramm | Wettbewerb für Männer nicht mehr im Meisterschaftsprogramm | Wettbewerb für Männer nicht mehr im Meisterschaftsprogramm | Wettbewerb für Männer nicht mehr im Meisterschaftsprogramm | 4./5. Sept.        | Eva Wilms (ESV Neuaubing)                      | 4924 (DLV-Rekord) | 4963         |
| 1975 | Lübeck                    | Wettbewerb für Männer nicht mehr im Meisterschaftsprogramm | Wettbewerb für Männer nicht mehr im Meisterschaftsprogramm | Wettbewerb für Männer nicht mehr im Meisterschaftsprogramm | Wettbewerb für Männer nicht mehr im Meisterschaftsprogramm | 21./22. Juni       | Margot Eppinger (LG Filder)                    | 4503              | 4493         |
| 1974 | Trostberg                 | Wettbewerb für Männer nicht mehr im Meisterschaftsprogramm | Wettbewerb für Männer nicht mehr im Meisterschaftsprogramm | Wettbewerb für Männer nicht mehr im Meisterschaftsprogramm | Wettbewerb für Männer nicht mehr im Meisterschaftsprogramm | 13./14. Juli       | Christel Voß (TuS 04 Leverkusen)               | 4479              | 4398         |
| 1973 | Hannover                  | 7. Juli                                                    | Günter Grube (LBV Phönix Lübeck)                           | 3660                                                       | 3812                                                       | 7./8. Juli         | Margot Eppinger (LG Filder)                    | 4373              | 4291         |
| 1972 | Offenbach (M) München (F) | 23. Sept.                                                  | Manfred Bock (Hamburger SV)                                | 3538                                                       | 3694                                                       | 19./20. Juli       | Heide Rosendahl (TuS 04 Leverkusen)            | 4543              | 4554         |
| 1971 | Hannover (M) Gretesch (F) | 25. Sept.                                                  | Kurt Bendlin (TSV Bayer 04 Leverkusen)                     | 3852                                                       | 4041                                                       | 17./18. Juli       | Heide Rosendahl (TuS 04 Leverkusen)            | 5158              | 4495         |
| 1970 | Stuttgart                 | 12. Sept.                                                  | Erich Klamma (TV Wattenscheid 01)                          | 3657                                                       | 3542                                                       | 12./13. Sept.      | Heide Rosendahl (TuS 04 Leverkusen)            | 5399 (DLV-Rekord) | 4749         |
| 1969 | Hannover                  | 2. Aug.                                                    | Wolfgang Tilly (Essener SV 1899)                           | 3524                                                       | 3656                                                       | 2./3. Aug.         | Karen Mack (TSV 1860 München)                  | 4665              | 3937         |
| 1968 | Hannover                  | 31. Aug.                                                   | Horst Kley (SV Böblingen)                                  | 3464                                                       | 3587                                                       | 31. Aug./ 1. Sept. | Heide Rosendahl (TuS 04 Leverkusen)            | 5040              |              |
| 1967 | Leverkusen                | 9. Sept.                                                   | Herbert Swoboda                                            | 3510                                                       | 3616                                                       | 9./10. Sept.       | Ingrid Becker (LG Geseke)                      | 4953              |              |
| 1966 | Hamm                      | 16. Juli                                                   | Kurt Bendlin (TSV Bayer 04 Leverkusen)                     | 3756                                                       | 3927                                                       | 16./17. Juli       | Heide Rosendahl (TuS 04 Leverkusen)            | 4498              |              |
| 1965 | Augsburg                  | 4. Sept.                                                   | Horst Kley (SV Salamander Kornwestheim)                    | 3635                                                       | 3753                                                       | 4./5. Sept.        | Renate Balck (LG Alstertal-Garstedt)           | 4537              |              |
| 1964 | Karlsruhe                 | 18. Juli                                                   | Hermann Salomon (USC Mainz)                                | 3554                                                       | 3740                                                       | 18./19. Juli       | Helga Hoffmann (ATSV Saarbrücken)              | 4643              |              |
| 1963 | Hannover                  | 7. Sept.                                                   | Gerold Jericho (TSG Tübingen)                              | 3613                                                       | 3733                                                       | 7./8. Sept.        | Helga Hoffmann (ATSV Saarbrücken)              | 4618              |              |
| 1962 | Hamm                      | 23. Juni                                                   | Hermann Salomon (USC Mainz)                                | 3536                                                       | 3757                                                       | 23./24. Juni       | Jutta Heine (ASV Köln)                         | 4751              |              |
| 1961 | Heilbronn                 | 23. Sept.                                                  | Hermann Salomon (USC Mainz)                                | 3381                                                       | 3697                                                       | 23./24. Sept.      | Helga Hoffmann (ATSV Saarbrücken)              | 4555              |              |
| 1960 | Hamm                      | 24. Sept.                                                  | Hermann Salomon (Hamburger SV)                             | 3384                                                       | 3653                                                       | 24./25. Sept.      | Jutta Heine (DHC Hannover)                     | 4569              |              |
| 1959 | Düsseldorf                | 29. Aug.                                                   | Hermann Salomon (Hamburger SV)                             | 3615                                                       | 3803                                                       | 29./30. Aug.       | Gertrud Hantschk (TS Jahn München)             | 4453              |              |
| 1958 | Ludwigsburg               | 30. Aug.                                                   | Manfred Heide (TSV Neustadt/Rbg.)                          | 3313                                                       | 3651                                                       | 30./31. Aug.       | Edeltraud Eiberle (TG Trossingen)              | 4648              |              |
| 1957 | Oberhausen                | 27. Juli                                                   | Manfred Heide (TSV Neustadt/Rbg.)                          | 3188                                                       | 3552                                                       | 27./28. Juli       | Edeltraud Eiberle (TG Trossingen)              | 4508              |              |
| 1956 | Augsburg                  | 4. Aug.                                                    | Horst Bodenstein (Post-SV Hannover)                        | 3004                                                       | 3426                                                       | 4./5. Aug.         | Maria Sturm (1. FC Nürnberg)                   | 4361              |              |
| 1955 | Frankfurt/M.              | 4. Aug.                                                    | Luitpold Maier (TSV 1860 München)                          | 3374                                                       | 3667                                                       | 4./5. Aug.         | Maria Sturm (1. FC Nürnberg)                   | 4466              |              |
| 1954 | Duisburg                  | 24. Juli                                                   | Horst Bodenstein (TK Hannover)                             | 2874                                                       | 3320                                                       | 24./25. Juli       | Maria Sander, geb. Domagala (SuS 09 Dinslaken) | 3670              |              |
| 1953 | Balingen (M) Duisburg (F) | 22. Aug.                                                   | Horst Bodenstein (TK Hannover)                             | 2911                                                       | 3335                                                       | 24./25. Juli       | Maria Sander, geb. Domagala (SuS 09 Dinslaken) | 3722              |              |
| 1952 | Hamm                      | 16. Aug.                                                   | Horst Bodenstein (TK Hannover)                             | 2843                                                       | 3289                                                       | 16./17. Aug.       | Maria Sander, geb. Domagala (SuS 09 Dinslaken) | 3832              |              |
| 1951 | Wetzlar                   | 18. Aug.                                                   | Friedel Schirmer (FC Stadthagen)                           | 3698                                                       | 3527                                                       | 18./19. Aug.       | Lena Stumpf (Werder Bremen)                    | 0436              |              |
| 1950 | Kassel                    | 19. Aug.                                                   | Josef Hipp (TSG Balingen)                                  | 3849                                                       | 3621                                                       | 19./20. Aug.       | Maria Sander, geb. Domagala (SuS 09 Dinslaken) | 0424              |              |
| 1949 | Stuttgart- Feuerbach      | 20. Aug.                                                   | Gerhard Luther (TSV 1860 München)                          | 3862                                                       | 3675                                                       | 20./21. Aug.       | Lena Stumpf (Werder Bremen)                    | 0361              | 3331         |
| 1948 | Hamburg                   | 19. Sept.                                                  | Gerhard Luther (TSV 1860 München)                          | 3909                                                       | 3725                                                       | 19./20. Sept.      | Lena Stumpf (VfL Germania Leer)                | 0410              | 3541         |

## Meister in derDDRbzw. derSBZvon 1948 bis 1980 (DVfL)
Der Fünfkampf wurde in der DDR nur für Frauen ausgetragen.
| Jahr | Ort                        | Meisterschaftsdatum | Frauen                                                          | P-offiz. Wert. |
| ---- | -------------------------- | ------------------- | --------------------------------------------------------------- | -------------- |
| 1979 | Karl-Marx-Stadt / Chemnitz | 9. bis 12. August   | Burglinde Pollak (ASK Vorwärts Potsdam)                         | 4516           |
| 1978 |                            |                     | Petra Steinbrück (SC Turbine Erfurt)                            |                |
| 1977 |                            |                     | Petra Rampf (SC Karl-Marx-Stadt)                                |                |
| 1976 |                            |                     | Petra Rampf (SC Karl-Marx-Stadt)                                |                |
| 1975 |                            |                     | Sigrun Thon (SC Turbine Erfurt)                                 |                |
| 1974 |                            |                     | Burglinde Pollak (ASK Vorwärts Potsdam)                         |                |
| 1973 |                            |                     | Burglinde Pollak (ASK Vorwärts Potsdam)                         |                |
| 1972 |                            |                     | Christine Bodner (SC Turbine Erfurt)                            |                |
| 1971 |                            |                     | Margrit Herbst (SC Magdeburg)                                   |                |
| 1970 |                            |                     | Burglinde Pollak (ASK Vorwärts Potsdam)                         |                |
| 1969 |                            |                     | Burglinde Pollak (ASK Vorwärts Potsdam)                         |                |
| 1968 |                            |                     | Bärbel Löhnert, geb. Geißler (SC Frankfurt)                     |                |
| 1967 |                            |                     | Bärbel Löhnert, geb. Geißler (SC Frankfurt)                     |                |
| 1966 |                            |                     | Gerda Mittenzwei (SC Einheit Dresden)                           |                |
| 1965 |                            |                     | Inge Exner (SC Motor Jena)                                      |                |
| 1964 |                            |                     | Inge Exner (SC Motor Jena)                                      |                |
| 1963 |                            |                     | Karin Balzer, geb. Richert (SC Karl-Marx-Stadt)                 |                |
| 1962 |                            |                     | Karin Balzer, geb. Richert (SC Karl-Marx-Stadt)                 |                |
| 1961 |                            |                     | Christa Gutsche (SC Dynamo Berlin)                              |                |
| 1960 |                            |                     | Christa Gutsche (SC Dynamo Berlin)                              |                |
| 1959 |                            |                     | Waltraud Paluszkiewicz (SC Einheit Berlin)                      |                |
| 1958 |                            |                     | Christa Smoger (SC DHfK Leipzig)                                |                |
| 1957 |                            |                     | Gisela Köhler (Motor Zeiss Jena)                                |                |
| 1956 | Erfurt                     |                     | Gisela Köhler (Motor Zeiss Jena)                                |                |
| 1955 |                            |                     | Gisela Köhler (Motor Zeiss Jena)                                |                |
| 1954 |                            |                     | Gisela Köhler (Motor Zeiss Jena)                                |                |
| 1953 |                            |                     | Gisela Köhler (Motor Zeiss Jena)                                |                |
| 1952 |                            |                     | Erika Junghanns (Motor Schott Jena)                             |                |
| 1951 | Erfurt                     | 13. bis 15. Juli    | Erika Junghanns (Chemie Jena)                                   |                |
| 1950 |                            |                     | Irmgard Römer, geb. Praetz (TV Friedrich Ludwig Jahn Salzwedel) |                |
| 1949 |                            |                     | Erika Seibt (VfL Halle 96)                                      |                |
| 1948 |                            |                     | Fünfkampf nicht ausgetragen                                     |                |

## Deutsche Meister 1928 bis 1947 (DLV)
| Jahr | Ort                                                         | Männer                                                      | Männer                                                      | Männer                                                      | Männer                                                      | Frauen                                                      | Frauen                                                      | Frauen                                                      | Frauen                                                      |
| Jahr | Ort                                                         | Datum                                                       | Athlet                                                      | P-offiz. Wert.                                              | P-85er Wert.                                                | Datum                                                       | Athletin                                                    | P-offiz. Wert.                                              | P-81er Wert.                                                |
| ---- | ----------------------------------------------------------- | ----------------------------------------------------------- | ----------------------------------------------------------- | ----------------------------------------------------------- | ----------------------------------------------------------- | ----------------------------------------------------------- | ----------------------------------------------------------- | ----------------------------------------------------------- | ----------------------------------------------------------- |
| 1947 | Köln                                                        | 9. Aug.                                                     | Hermann Nacke (Polizei SV Kiel)                             | 3651                                                        |                                                             | 9./10. Aug.                                                 | Gertrud Schlüter (SV St. Georg Hamburg)                     | 355                                                         | 3108                                                        |
| 1946 | Braunschweig                                                | 29. Sept.                                                   | Gerhard Luther (SV St. Georg Hamburg)                       | 3610                                                        | 3488                                                        | 29. Sept.                                                   | Elfriede Brunemann (TK Hannover)                            | 309                                                         | 3178                                                        |
| 1945 | kriegsbedingt keine Deutschen Leichtathletikmeisterschaften | kriegsbedingt keine Deutschen Leichtathletikmeisterschaften | kriegsbedingt keine Deutschen Leichtathletikmeisterschaften | kriegsbedingt keine Deutschen Leichtathletikmeisterschaften | kriegsbedingt keine Deutschen Leichtathletikmeisterschaften | kriegsbedingt keine Deutschen Leichtathletikmeisterschaften | kriegsbedingt keine Deutschen Leichtathletikmeisterschaften | kriegsbedingt keine Deutschen Leichtathletikmeisterschaften | kriegsbedingt keine Deutschen Leichtathletikmeisterschaften |
| 1944 | kriegsbedingt keine Deutschen Leichtathletikmeisterschaften | kriegsbedingt keine Deutschen Leichtathletikmeisterschaften | kriegsbedingt keine Deutschen Leichtathletikmeisterschaften | kriegsbedingt keine Deutschen Leichtathletikmeisterschaften | kriegsbedingt keine Deutschen Leichtathletikmeisterschaften | kriegsbedingt keine Deutschen Leichtathletikmeisterschaften | kriegsbedingt keine Deutschen Leichtathletikmeisterschaften | kriegsbedingt keine Deutschen Leichtathletikmeisterschaften | kriegsbedingt keine Deutschen Leichtathletikmeisterschaften |
| 1943 | Berlin                                                      | 25. Juli                                                    | Wettbewerb kriegsbedingt nicht ausgetragen                  | Wettbewerb kriegsbedingt nicht ausgetragen                  | Wettbewerb kriegsbedingt nicht ausgetragen                  | 24./25. Juli                                                | Maria Staudt (Reichsbahn SV Limburg)                        | 334                                                         | 3142                                                        |
| 1942 | Berlin                                                      | 25. Juli                                                    | Ernst Schmidt (Luftwaffen SV Berlin)                        | 4011                                                        | 3774                                                        | 25./26. Juli                                                | Luise Krüger (Dresdner SC)                                  | 352                                                         | 3278                                                        |
| 1941 | Erfurt                                                      | 5. Juli                                                     | Fritz Müller (SV St. Georg Hamburg)                         | 3796                                                        | 3620                                                        | 5./6. Juli                                                  | Luise Krüger (Dresdner SC)                                  | 341                                                         | 3257                                                        |
| 1940 | Weimar                                                      | 20. Juli                                                    | Rudolf Glötzner (Turnerbund Weiden)                         | 3879                                                        | 3671                                                        | 20./21. Juli                                                | Lisa Gelius (TS Jahn München)                               | 332                                                         | 3136                                                        |
| 1939 | Darmstadt                                                   | 15. Juli                                                    | Fritz Müller (MTV Gifhorn)                                  | 3894                                                        | 3660                                                        | 15./16. Juli                                                | Lydia Eberhardt (TV Eislingen)                              | 339                                                         | 3144                                                        |
| 1938 | Stuttgart                                                   | 16. Juli                                                    | Hans-Heinrich Sievert (Eimsbütteler TV)                     | 4061                                                        | 3781                                                        | 16./17. Juli                                                | Gisela Mauermayer (TV Nymphenburg München)                  | 418                                                         | 3579                                                        |
| 1937 | Frankfurt/M.                                                | 10. Juli                                                    | Fritz Müller (MTV Gifhorn)                                  | 3840                                                        | 3660                                                        | 10./11. Juli                                                | Käthe Krauß (Dresdner SC)                                   | 352                                                         | 3381                                                        |
| 1936 | Berlin                                                      | Wettbewerb für Männer noch nicht im Meisterschaftsprogramm  | Wettbewerb für Männer noch nicht im Meisterschaftsprogramm  | Wettbewerb für Männer noch nicht im Meisterschaftsprogramm  | Wettbewerb für Männer noch nicht im Meisterschaftsprogramm  | 12. Juli                                                    | Wettbewerb nicht ausgetragen                                | Wettbewerb nicht ausgetragen                                | Wettbewerb nicht ausgetragen                                |
| 1935 | Berlin                                                      | Wettbewerb für Männer noch nicht im Meisterschaftsprogramm  | Wettbewerb für Männer noch nicht im Meisterschaftsprogramm  | Wettbewerb für Männer noch nicht im Meisterschaftsprogramm  | Wettbewerb für Männer noch nicht im Meisterschaftsprogramm  | 10./11. Juli                                                | Wettbewerb nicht ausgetragen                                | Wettbewerb nicht ausgetragen                                | Wettbewerb nicht ausgetragen                                |
| 1934 | Nürnberg                                                    | Wettbewerb für Männer noch nicht im Meisterschaftsprogramm  | Wettbewerb für Männer noch nicht im Meisterschaftsprogramm  | Wettbewerb für Männer noch nicht im Meisterschaftsprogramm  | Wettbewerb für Männer noch nicht im Meisterschaftsprogramm  | 27./28. Juli                                                | Gisela Mauermayer (TV Nymphenburg München)                  | 335                                                         | 3103                                                        |
| 1933 | Weimar                                                      | Wettbewerb für Männer noch nicht im Meisterschaftsprogramm  | Wettbewerb für Männer noch nicht im Meisterschaftsprogramm  | Wettbewerb für Männer noch nicht im Meisterschaftsprogramm  | Wettbewerb für Männer noch nicht im Meisterschaftsprogramm  | 19./20. Aug.                                                | Gisela Mauermayer (TV München-Neuhausen)                    | 357                                                         | 3192                                                        |
| 1932 | Berlin                                                      | Wettbewerb für Männer noch nicht im Meisterschaftsprogramm  | Wettbewerb für Männer noch nicht im Meisterschaftsprogramm  | Wettbewerb für Männer noch nicht im Meisterschaftsprogramm  | Wettbewerb für Männer noch nicht im Meisterschaftsprogramm  | 2./3. Juli                                                  | Ellen Braumüller (DOSC Berlin)                              | 344                                                         | 2907                                                        |
| 1931 | Magdeburg                                                   | Wettbewerb für Männer noch nicht im Meisterschaftsprogramm  | Wettbewerb für Männer noch nicht im Meisterschaftsprogramm  | Wettbewerb für Männer noch nicht im Meisterschaftsprogramm  | Wettbewerb für Männer noch nicht im Meisterschaftsprogramm  | 1./2. Aug.                                                  | Ellen Braumüller (DOSC Berlin)                              | 395                                                         | 3127                                                        |
| 1930 | Lennep                                                      | Wettbewerb für Männer noch nicht im Meisterschaftsprogramm  | Wettbewerb für Männer noch nicht im Meisterschaftsprogramm  | Wettbewerb für Männer noch nicht im Meisterschaftsprogramm  | Wettbewerb für Männer noch nicht im Meisterschaftsprogramm  | 2./3. Aug.                                                  | Ellen Braumüller (DOSC Berlin)                              | 324                                                         | 2814                                                        |
| 1929 | Frankfurt/M.                                                | Wettbewerb für Männer noch nicht im Meisterschaftsprogramm  | Wettbewerb für Männer noch nicht im Meisterschaftsprogramm  | Wettbewerb für Männer noch nicht im Meisterschaftsprogramm  | Wettbewerb für Männer noch nicht im Meisterschaftsprogramm  | 20./21. Juli                                                | Ellen Braumüller (DFSC Berlin)                              | 315                                                         | 2808                                                        |
| 1928 | Berlin                                                      | Wettbewerb für Männer noch nicht im Meisterschaftsprogramm  | Wettbewerb für Männer noch nicht im Meisterschaftsprogramm  | Wettbewerb für Männer noch nicht im Meisterschaftsprogramm  | Wettbewerb für Männer noch nicht im Meisterschaftsprogramm  | 14./15. Juli                                                | Selma Grieme (ATSV Bremen)                                  | 262                                                         | 2694                                                        |

## Mannschaften: Meister in derBundesrepublik Deutschlandvon 1958 bis 1980 (DLV)
| Jahr | Ort                       | Männer                                                     | Männer                                                                      | Männer                                                     | Frauen             | Frauen                                                                                                | Frauen |
| Jahr | Ort                       | Datum                                                      | Verein                                                                      | Punkte                                                     | Datum              | Verein                                                                                                | Punkte |
| ---- | ------------------------- | ---------------------------------------------------------- | --------------------------------------------------------------------------- | ---------------------------------------------------------- | ------------------ | --- | ------ |
| 1980 | Lage                      | Wettbewerb für Männer nicht mehr im Meisterschaftsprogramm | Wettbewerb für Männer nicht mehr im Meisterschaftsprogramm                  | Wettbewerb für Männer nicht mehr im Meisterschaftsprogramm | 6./7. Sept.        | LG Wilhelmshaven (Marita Gabriel, Marlis Wilken, Ruth Ballmann)                                       | 11.821 |
| 1979 | Krefeld- Uerdingen        | Wettbewerb für Männer nicht mehr im Meisterschaftsprogramm | Wettbewerb für Männer nicht mehr im Meisterschaftsprogramm                  | Wettbewerb für Männer nicht mehr im Meisterschaftsprogramm | 15./16. Juni       | LAC Quelle Fürth (Beatrix Philipp, Eva Wilms, Cornelia Sulek)                                         | 13.544 |
| 1978 | Bernhausen                | Wettbewerb für Männer nicht mehr im Meisterschaftsprogramm | Wettbewerb für Männer nicht mehr im Meisterschaftsprogramm                  | Wettbewerb für Männer nicht mehr im Meisterschaftsprogramm | 29./30. Juli       | LAV co op Dortmund (Uta Walter, Elke Walter, Holtmeier)                                               | 11.187 |
| 1977 | Hannover                  | Wettbewerb für Männer nicht mehr im Meisterschaftsprogramm | Wettbewerb für Männer nicht mehr im Meisterschaftsprogramm                  | Wettbewerb für Männer nicht mehr im Meisterschaftsprogramm | 27./28. Aug.       | LAC Quelle Fürth (Eva Wilms, Beatrix Philipp, Ulrike Jacob)                                           | 12.566 |
| 1976 | Hannover                  | Wettbewerb für Männer nicht mehr im Meisterschaftsprogramm | Wettbewerb für Männer nicht mehr im Meisterschaftsprogramm                  | Wettbewerb für Männer nicht mehr im Meisterschaftsprogramm | 4./5. Sept.        | TK Hannover (Gabriele Hahn, Brigitte Göhrs, Dorothee Wosnitza)                                        | 11.724 |
| 1975 | Lübeck                    | Wettbewerb für Männer nicht mehr im Meisterschaftsprogramm | Wettbewerb für Männer nicht mehr im Meisterschaftsprogramm                  | Wettbewerb für Männer nicht mehr im Meisterschaftsprogramm | 21./22. Juni       | TSV 1860 München (Karen Mack, Walburga Klemm, Astrid Eimüller)                                        | 12.159 |
| 1974 | Trostberg                 | Wettbewerb für Männer nicht mehr im Meisterschaftsprogramm | Wettbewerb für Männer nicht mehr im Meisterschaftsprogramm                  | Wettbewerb für Männer nicht mehr im Meisterschaftsprogramm | 13./14. Juli       | TSV 1860 München (Eva Wilms, Karen Mack, Brigitte Janssen)                                            | 12.555 |
| 1973 | Hannover                  | 7. Juli                                                    | LBV Phönix Lübeck (Günter Grube, Ulrich Zunker, Wolfgang Zdechlik)          | 10.280                                                     | 7./8. Juli         | TuS 04 Leverkusen (Christel Voß, Christa Köhler, Monika Rödel)                                        | 12.136 |
| 1972 | Offenbach                 | 23. Sept.                                                  | TV Wattenscheid 01 (Karl-Jürgen Leyhe, Werner Antoskiewicz, Klaus Ehl)      | 10.522                                                     | 23./24. Sept.      | TuS 04 Leverkusen (Christel Voß, Gisela Ellenberger, Eva Wilms)                                       | 11.187 |
| 1971 | Hannover (M) Gretesch (F) | 25. Sept.                                                  | SV Salamander Kornwestheim (Engelbert Pöß, Horst Kley, Wolfgang Seeger)     | 9875                                                       | 17./18. Juli       | ASC Darmstadt (Christel Voß, Helga Hardt, Ingrid Liese)                                               | 12.920 |
| 1970 | Stuttgart                 | 12. Sept.                                                  | SV Salamander Kornwestheim (Gerhard Fichter, Wolfgang Seeger, Wilhelm Mack) | 10.502                                                     | 12./13. Sept.      | TuS 04 Leverkusen (Heide Rosendahl, Uta Nolte, Rita Jahn)                                             | 14.075 |
| 1969 | Hannover                  | 2. Aug.                                                    | Polizei SV Berlin (Klaus Beuschel, Wolfgang Kardetzky, Eckard Kaspar)       | 10.264                                                     | 2./3. Aug.         | TuS 04 Leverkusen (Inge Dahlem, Ursula Farthmann, Christa Kamphausen)                                 | 13.269 |
| 1968 | Hannover                  | 31. Aug.                                                   | Essener SV 1899 (Wolfgang Tilly, Wessiepe, Hillig)                          | 9674                                                       | 31. Aug./ 1. Sept. | TuS 04 Leverkusen (Heide Rosendahl, Christa Kamphausen, Inge Geurtz)                                  | 13.524 |
| 1967 | Leverkusen                | 9. Sept.                                                   | Polizei SV Berlin (Wolfgang Kardetzky, Klaus Beuschel, Eckard Kaspar)       | 10.110                                                     | 9./10. Sept.       | TuS 04 Leverkusen (Heide Rosendahl, Christa Kamphausen, Inge Geurtz)                                  | 13.362 |
| 1966 | Hamm                      | 16. Juli                                                   | TSV Bayer 04 Leverkusen (Kurt Bendlin, Jochen Krüger, Bernd Knut)           | 10.368                                                     | 16./17. Juli       | LG Alstertal-Garstedt (Renate Balck, Karin Kessler – geb. Rettmeyer, Christel Voß)                    | 12.557 |
| 1965 | Augsburg                  | 4. Sept.                                                   | Polizei SV Berlin (Klaus Beuschel, Wolfgang Kardetzky, Dieter Höpcke)       | 10.382                                                     | 4./5. Sept.        | LG Alstertal-Garstedt (Renate Balck, Karin Kessler – geb. Rettmeyer, Antje Gleichfeld – geb. Braasch) | 13.013 |
| 1964 | Karlsruhe                 | 18. Juli                                                   | Eintracht Frankfurt (Rolf Reebs, Gustav Held, Wolfgang Schultz)             | 9432                                                       | 18./19. Juli       | Hannover 96 (Christa Elsler, Liesel Westermann, Christa Sander)                                       | 12.205 |
| 1963 | Hannover                  | 7. Sept.                                                   | Polizei SV Berlin (Klaus Beuschel, Eckard Kaspar, Wolfgang Kardetzky)       | 9256                                                       | 7./8. Sept.        | Hannover 96 (Erika Fisch, Christa Elsler, Renate Meyer geb. Rose)                                     | 12.526 |
| 1962 | Hamm                      | 23. Juni                                                   | USC Mainz (Hermann Salomon, Peter Mörbel, Hugo Spindler)                    | 9272                                                       | 23./24. Juni       | ASV Köln (Jutta Heine, Renate Potgieter – geb. Junker, Ingrid Schlundt)                               | 13.108 |
| 1961 | Heilbronn                 | 23. Sept.                                                  | Hamburger SV (Manfred Bock, Horst Stelzner, Horst Beyer)                    | 9384                                                       | 23./24. Sept.      | TSV Bayer 04 Leverkusen (Hannelore Keydel, Christa Büchner, Weiler)                                   | 12.391 |
| 1960 | Hamm                      | 24. Sept.                                                  | Hamburger SV (Hermann Salomon, Manfred Bock, Horst Stelzner)                | 9666                                                       | 24./25. Sept.      | Hamburger SV (Hilke Thymm, Leonore Koch – geb. Tauer, Regina Bock)                                    | 12.272 |
| 1959 | Düsseldorf                | 29. Aug.                                                   | Hamburger SV (Hermann Salomon, Horst Stelzner, Jürgen Hillermann)           | 9099                                                       | 29./30. Aug.       | TSV 1860 München (Zenta Kopp – geb. Gastl, Heidi Maasberg, Erika Freilinger)                          | 12.869 |
| 1958 | Ludwigsburg               | 30. Aug.                                                   | TV Wetzlar 1847 (Rolf Reebs, Detlef Manche, Hans-Wilhelm Wolff)             | 8795                                                       | 30./31. Aug.       | 1. FC Nürnberg (Anneliese Seonbuchner, Liselotte Sturm, Helga Undheim)                                | 12.441 |

## Mannschaften: Meister in derDDRvon 1961 bis 1965 (DVfL)
Der Fünfkampf wurde in der DDR nur für Frauen ausgetragen.
| Jahr | Verein                                                            |
| ---- | ----------------------------------------------------------------- |
| 1965 | SC Motor Jena (Inge Exner, Schau, Zetsche)                        |
| 1964 | SC Motor Jena (Inge Exner, Göttermann, Handwerk)                  |
| 1963 | SC DHfK Leipzig (Bandow, Troszynski, Bernd)                       |
| 1962 | SC Frankfurt (Karin Balzer, geb. Richert, BärbelGeißler, Haering) |
| 1961 | SC DHfK Leipzig (Keilhauer, Oliva, Pietschmann)                   |